# 臺東撫墾局
台東撫墾局為台灣撫墾局轄下的地方分支單位，成立於1886年的台灣清治時期末，為花蓮及台東地區山地行政的權責機關。該局轄下設璞石閣及花蓮港分局，而局裡設委員、通事、醫生、教讀、剃頭匠等人員。